# Nasr ibn Sayyar
Naṣr ibn Sayyār al-Laythī al-Kinānī (in arabo نصر بن سيار الليثي الكناني‎?; 663 – Saveh, 9 dicembre 748) è stato l'ultimo governatore della regione del Khorasan sotto la dinastia califfale degli Omayyadi. A tale carica fu nominato nell'anno 738.

## Biografia
Sembra che tutta la sua carriera politica e militare si sia svolta nel Khorasan e nell'Est islamico.

Nel 705 partecipò a una campagna militare nell'alta regione dell'Oxus, sotto il comando del fratello dell'allora governatore del Khorasan, Qutayba ibn Muslim, e ricevette un villaggio come ricompensa.

Nel 724 condusse una campagna militare nel Ferghana (attuale Uzbekistan), sotto Muslim b. Saʿd al-Kilābī e servì come governatore di Balkh (presso l'attuale città afghana di Mazar-e Sherif) per alcuni anni.
Dopo la morte del governatore Asad b. ʿAbd Allāh al-Qasrī, al califfo Hishām b. ʿAbd al-Malik fu consigliato di nominare Naṣr b. Sayyār successore di Asad. Di 74 anni, con fama di persona “astemia, intelligente ed esperta” e forte inoltre dell'appoggio di alcuni dei più importanti gruppi tribali mudariti nel Khorasan, Naṣr iniziò quello che è considerato l'ultimo periodo omayyade in Khorasan.
Naṣr poteva contare sul sostegno dell'antica muqātila (corpo militare di conquista) araba stanziata in Khorasan, ma presto fu coinvolto in scontri con i sostenitori yemeniti del precedente governatore del Khorasan, Asad b. ʿAbd Allāh al-Qasrī. Nel 744 infatti ci fu una ribellione armata di alcuni gruppi della città di Marw (nel frattempo divenuta capitale della provincia del Khorasan al posto di Balkh), guidati da Judayʿ b. ʿAlī al-Kirmānī, capo degli Azd, che esigeva vendetta in nome dei Muhallabiti che gli Omayyadi avevano cacciato.
Molto più pericolosa fu la ribellione guidata nel 734 dal al-Ḥārith b. Surayj, un murgita che rimproverava alla dinastia omayyade un pericoloso allontanamento dai veri principi islamici, visto il trattamento che essi riservavano ai convertiti non-Arabi (mawālī). Nel 740 Naṣr marciò contro la regione turca dello Shāsh e su Samarcanda, divenuta la base di Ibn Surayj, ma lo scontro fu evitato grazie all'accordo fra Naṣr e il sovrano dello Shāsh che gli consegnò Ibn Surayj.
Durante il suo governatorato Naṣr cercò di riparare alle lamentele degli Arabi del Khorasan e alle tensioni tribali tramite riforme fiscali nella regione di Marw, dove i proprietari terrieri locali, i dihqān, avevano usato la loro influenza sociale per discriminare i coloni musulmani. Con le nuove riforme fiscali, musulmani e non musulmani dovevano pagare il kharāj, ossia la tassa sulla terra, mentre i non musulmani (in gran parte probabilmente zoroastriani) dovevano pagare in più la jizya.
La posizione di Naṣr divenne difficile quando il califfato omayyade fu travolto dalle lotte civili alla morte del califfo Hishām nel 743. Molti cercarono di farsi nominare governatori del Khorasan dai successori di Hishām, ma Naṣr fu riconfermato sia da Yazid III sia dall'ultimo Califfo omayyade, Marwān II.
Con l'Iraq infiammato dalla propaganda kharigita e dalla rivolta alide di 'Abd Allah ibn Mu'awiya (746), le comunicazioni di Naṣr con il centro del califfato furono tagliate e con essa la speranza di ricevere truppe di rinforzo che aiutassero i suoi sostenitori mudariti a combattere gli Azd, contrari al governo omayyade e poi, dal 747, a combattere il leader della daʿwah abbaside, Abū Muslim.
Nel 748 Naṣr fu costretto a evacuare Marw e a scappare a Nīshāpūr. Tuttavia la sconfitta di suo figlio Tamīm a Ṭūs lo costrinse ad abbandonare anche Nīshāpūr e a scappare verso ovest.

Intanto nuove truppe furono finalmente mandate dall'Iraq ma furono sconfitte a Rayy dal luogotenente di Abu Muslim, Qaḥṭaba b. Shabīb. Mentre si ritirava, Naṣr si ammalò e morì a Sawa, nel nord-est della Persia, il 9 dicembre 748, equivalente al 12 Rabīʿ I 131 dell'Egira, mentre l'avanzata abbaside diventava sempre più irresistibile.